# String.h
string.h é um arquivo cabeçalho que fornece funções, macros e definições da biblioteca padrão da linguagem de programação C para manipulação de cadeias de caracteres e regiões de memória. Apesar de fornecer funções portáveis entre plataformas, sabidamente há problemas de segurança que expõe os programas a problemas de transbordamento. As funções trabalham apenas com cadeias de caracteres ASCII, mas não são compatíveis com Unicode.
Abaixo temos três funções desta biblioteca que são muito utilizadas:
strcpy() — Função usada para copiar string
strcat() — Função usada para concatenar strings
strlen() — Função usada para obter o comprimento de uma string